# Le 13 fatiche di Ercolino
Le 13 fatiche di Ercolino (西遊記?, Saiyuki, lett. "Viaggio in Occidente") è un film del 1960 diretto da Taiji Yabushita e Daisaku Shirakawa. È un film anime prodotto dalla Toei Dōga e basato sul manga del 1952 Boku no Son Gokū (ぼくのそんごくう? lett. "Il mio Son Gokū") di Osamu Tezuka, a sua volta un adattamento del romanzo cinese Il viaggio in Occidente (1590). 
La Toei Company, che distribuì il film nei cinema giapponesi il 14 agosto 1960, inserì il nome di Tezuka nei titoli di testa come co-regista. Tuttavia, Tezuka in seguito affermò di essere andato nello studio solo per le foto pubblicitarie, e il suo apporto effettivo fu quindi solo come autore del soggetto. Il suo coinvolgimento come consulente per l'adattamento del suo manga, e nella promozione del film, portò tuttavia al suo interesse per l'animazione.
Fu uno dei primi film anime distribuiti negli Stati Uniti, dove uscì il 26 luglio 1961 con il titolo Alakazam the Great! ad opera dell'American International Pictures. Per l'occasione il film venne pesantemente modificato per rimuovervi ogni riferimento al manga e alle tradizioni orientali, e la colonna sonora originale di Ryoichi Hattori fu sostituita da una nuova partitura di Les Baxter. Questa versione venne poi esportata nel resto dell'Occidente.

## Trama
Una scimmia, nata da una pietra, viene eletta re della sua specie dopo aver condotto le altre scimmie in un palazzo nascosto sotto una cascata. Tuttavia egli si rivela essere un re superbo e prepotente. Preoccupato che gli uomini possano essere più intelligenti di lui, decide di obbligare il saggio Eremita, che abita in cima ad una montagna, ad addestrarlo. La scimmia riesce ad imparare tutte le magie che gli vengono insegnate, e viene battezzato Son Gokū dall'Eremita, che gli dona un libro di incantesimi. Gokū viene presto raggiunto dalla sua fidanzata RinRin, per la quale si offre di andare a prendere dei frutti dal Giardino del Paradiso pensando di essere ormai più potente degli dei a cui appartiene il luogo. Tuttavia, messo in difficoltà da una delle guardie, si rifugia nel tempio del dio Shaka, il quale, per punirlo della sua arroganza, lo imprigiona nel monte Gono, dove le sue magie non hanno effetto.
Grazie agli sforzi di RinRin, che rischia la vita per sfamare Gokū, quest'ultimo viene liberato e obbligato dalla dea Kanzeon a seguire il monaco Sanzō-hōshi nel Tenjiku, in modo che si metta sulla retta via usando i suoi poteri a fin di bene. All'inizio del viaggio, Gokū sconfigge Cho Hakkai, un mostro di sembianze porcine che voleva obbligare una ragazza a sposarlo. Hakkai va a cercare l'aiuto dei suoi fratellastri Kinkaku e Ginkaku, che tuttavia vengono anch'essi sconfitti (non senza qualche difficoltà) da Gokū. Hakkai viene quindi perdonato e obbligato a seguire Gokū e Sanzō nel loro viaggio. In seguito Gokū sventa un tentativo di rapimento di Sanzō da parte di Shoryu, servo del malvagio mostro taurino Giumaho, che vuole mangiare il monaco per vivere più di tremila anni. I tre compagni arrivano poi al castello del potente Sha Gojō che, dopo aver dato alcuni problemi, viene anch'egli sconfitto e obbligato a unirsi al gruppo.
Giunto nelle vicinanze della residenza di Giumaho, il gruppo (i cui membri sono ormai diventati amici) viene bloccato dall'eruzione di un vulcano. Gokū e Hakkai vanno allora a rubare il magico ventaglio di banano a Rasetsu-jo, moglie di Giumaho, per poter congelare l'eruzione. Durante la loro assenza, però, Giumaho rapisce Sanzō. Mentre Hakkai viene fermato da Rasetsu, Gokū riesce a tornare indietro ma viene ingannato da Shoryu, che gli ruba il ventaglio e lo usa per sconfiggerlo. Sha Gojō, che stava scavando una galleria, al suo ritorno viene messo al corrente del rapimento da Gokū, e porta quindi la scimmia con lui mentre scava una galleria per la fortezza di Giumaho. Una volta arrivati, i due liberano Sanzō e Hakkai con l'aiuto di Shoryu, a cui Giumaho ha negato una ricompensa per i suoi servizi. Segue una feroce battaglia contro Giumaho, che Gokū riesce a sconfiggere gettandolo in un cratere vulcanico, la cui lava viene congelata da Hakkai con il ventaglio. I quattro compagni si recano quindi nel tempio del Tenjiku, dove vengono ringraziati dagli dei per il lavoro svolto, e sfilano per la città festosa. Infine, Gokū torna nel suo palazzo, dove riesce a guarire RinRin che si era ammalata per la sua assenza.

## Personaggi
- Son Gokū: una giovane scimmia nata da una pietra, protagonista del film. All'inizio del film, pur essendo coraggioso, si rivela essere un re superbo e prepotente. Dopo l'allenamento con l'Eremita (che gli dà il nome) acquisisce fenomenali poteri magici, tra cui quello di richiamare la nuvola volante Kintōn. Sconfiggendo una guardia del Giardino del Paradiso entra in proprietà anche del bastone allungabile Nyoibō. Durante il viaggio con il monaco Sanzō-hōshi cambia il proprio carattere, diventando buono e generoso. È ispirato al personaggio di Sun Wukong del romanzo. Nella versione internazionale viene ribattezzato "Alakazam" (in italiano Ercolino), nome che gli viene dato dalle altre scimmie, ed è predestinato al ruolo di re delle bestie da una predizione del Re Amo. In questa versione, l'Eremita da cui si allena Gokū viene trasformato nel mago Merlino.
- RinRin: una giovane scimmia, fidanzata di Gokū, che la incontra subito dopo essere nato. Ama profondamente Gokū, nonostante quest'ultimo all'inizio si comporti male con lei. Durante il viaggio del fidanzato, comunica telepaticamente con lui per guidarlo sulla retta via. Nell'edizione internazionale è ribattezzata "DeeDee" (in italiano Didi).
- Cho Hakkai: un mostruoso maiale antropomorfo, dai poteri magici simili a quelli di Gokū (benché più deboli). Inizialmente si dimostra prepotente ed egoista, obbligando una ragazza a sposarlo. Tuttavia, dopo che Gokū sconfigge i suoi fratellastri Kinkaku e Ginkaku, si offre di morire al loro posto. Viene quindi obbligato a seguire Gokū e Sanzō, diventando rapidamente loro amico e aiutandoli a superare le avversità del viaggio. La sua arma è una sorta di rastrello. È ispirato al personaggio di Zhu Wuneng del romanzo. Nella versione internazionale viene ribattezzato "Sir Quigley Broken Bottom" (in italiano Orco Porco delle Ghiande), e diventa un semplice compare dei Grinta (Kinkaku e Ginkaku).
- Sha Gojō: un demone che vive in un castello in mezzo al deserto. Quando Gokū, Hakkai e Sanzō arrivano al suo castello vorrebbe mangiarseli, ma viene sconfitto da Gokū e obbligato a unirsi al gruppo. Brandisce una doppia falce che usa anche per scavare gallerie e creare tempeste di sabbia. Diventa rapidamente amico dei suoi compagni di viaggio, e svolge un ruolo fondamentale nel salvataggio di Hakkai e Sanzō. È ispirato al personaggio di Sha Wujing del romanzo. Nella versione internazionale è ribattezzato "Max Lulipopo" (in italiano Max Trivellone).
- Sanzō-hōshi: un monaco incaricato dagli dei di raggiungere il sacro tempio del Tenjiku (ovvero il subcontinente indiano) al fine di salvare gli abitanti del mondo. Libera Gokū dalla prigionia e lo obbliga a venire con lui tramite una corona magica, in quanto la scimmia inizialmente si rifiuta di seguirlo. Durante il viaggio viene rapito da Giumaho, ma i suoi compagni lo salvano, e alla fine viene ringraziato dagli dei per la missione svolta. È ispirato al personaggio di Sanzang del romanzo. Nella versione internazionale, dove è ribattezzato Amat, è il principe figlio del re Amo e la regina Amas (ovvero gli dei), e il suo viaggio diventa un pellegrinaggio di formazione per poter diventare re.
- Giumaho: un mostruoso toro antropomorfo, antagonista principale del film, che vuole mangiarsi Sanzō per poter vivere più di tremila anni. Vive in una fortezza vicino ad un vulcano, e brandisce un forcone. È anche in grado di eliminare le proprie caratteristiche antropomorfe, aumentando la propria velocità e riuscendo addirittura a volare. È ispirato al personaggio di Niu Mowang del romanzo. Nella versione internazionale viene ribattezzato "King Gruesome" (in italiano Re Scorfano), e il suo obiettivo sembra essere invece quello di vendicarsi dei reali di Majutsolandia.
- Shoryu: un dispettoso folletto, servo di Giumaho. Dopo che quest'ultimo si rimangia la promessa di ricompensarlo per i suoi servizi, egli aiuta Gokū a liberare i suoi compagni. Per comunicare con Giumaho usa un corno-trasmittente che tiene in testa e una cornetta telefonica. Nell'edizione internazionale è ribattezzato "Filo Fester" (in italiano Peste Zezè).
- Rasetsu-jo: una donna, moglie di Giumaho. Il mostro le affida il suo magico ventaglio di banano, che le viene rubato da Gokū. In seguito il ventaglio le viene riportato da Shoryu ma, durante la battaglia finale, Hakkai glielo ruba e lo usa contro di lei, congelandola. È basata sulla figura del Rakshasa. Nella versione internazionale è ribattezzata Queen Gruesome (in italiano Regina Scorfano).
- Shaka e Kanzeon: gli dei. Mentre il primo punisce Gokū, la seconda lo perdona. Sono basati rispettivamente su Gautama Buddha e Avalokiteśvara. Nella versione internazionale, dove sono ribattezzati Amo e Amas, sono re e regina di Majutsolandia, e sono i genitori del principe Amat (ovvero Sanzō).
- Kinkaku e Ginkaku: i due fratellastri guerrieri di Cho Hakkai, si distinguono solo per il colore diverso dell'armatura e per l'opposta manualità nel tenere la sciabola. Possiedono una giara magica che, una volta stappata, risucchia l'avversario che parla dopo che è stato detto il suo nome, sciogliendolo rapidamente. Nella versione internazionale sono ribattezzati "Herman Mcsnarles" e "Vermin Mcsnarles" (in italiano Bruto e Caino Grinta).

## Distribuzione
Per la distribuzione negli Stati Uniti il film fu pesantemente modificato dalla Alta Vista Productions, al fine di rimuovere ogni riferimento alle opere di origine e alle tradizioni orientali. Questa versione fu prodotta da James H. Nicholson, Lou Rusoff e Samuel Z. Arkoff. I dialoghi vennero riscritti quasi interamente da Rusoff e Lee Kresel (accreditato anche come regista). Oltre ai dialoghi, anche la colonna sonora fu rifatta interamente da Les Baxter. In aggiunta alle modifiche su nomi, identità e ruoli dei personaggi già descritte precedentemente, i cambiamenti principali riguardano l'ambientazione: il Paradiso viene trasformato in Majutsolandia (in inglese "Majutsu Land"), un'immaginaria isola volante al largo del Giappone in cui arrivano i maghi potenti che muoiono sulla Terra, mentre gli dei del Paradiso diventano re e regina di Majutsolandia. Tuttavia vi sono alcune contraddizioni, poiché tale nome viene usato anche per riferirsi alla terraferma in cui si svolge il film. Questa versione include diverse modifiche anche nel montaggio in quanto, oltre ad alcuni tagli, fu creata ad hoc un'introduzione per descrivere l'ambientazione del film usando scene che appaiono successivamente (il film dura quindi quattro minuti in meno). A tal fine fu anche aggiunta una voce narrante che in inglese appartiene a Sterling Holloway. Questa versione venne poi esportata nel resto dell'Occidente.

### Data di uscita
Le date di uscita internazionali sono state:
- 14 agosto 1960 in Giappone
- 14 luglio 1961 negli Stati Uniti (Alakazam the Great!)
- 5 gennaio 1962 in Italia
- 26 luglio in Messico (Alakazam el mago)
- febbraio 1964 in Turchia (Alakazam)

### Edizione italiana

#### Titolo
Il titolo italiano del film è una citazione delle dodici fatiche di Ercole (così come il nome italiano del protagonista rimanda allo stesso Ercole). Esso appare tuttavia completamente arbitrario, in quanto il protagonista del film non compie affatto tredici fatiche.

#### Doppiaggio
Il doppiaggio italiano del film fu eseguito dalla C.D.C. Poiché in Italia fu distribuita la versione internazionale, i dialoghi italiani si basano esclusivamente su quelli statunitensi, cambiando tuttavia i nomi di quasi tutti i personaggi. Le canzoni furono però mantenute in inglese. Il film è narrato in italiano da Lauro Gazzolo.

### Edizioni home video
La Toei Video distribuì il film in DVD-Video in Giappone il 9 agosto 2002. L'unica edizione home video del film uscita in Italia è invece un Super 8 millimetri edito dalla Avo Film.

## Accoglienza
Nonostante un grosso budget per il marketing e una pesante promozione, il film non fu un successo finanziario in Nord America. Nel 1961 fu proiettato alla 22ª Mostra internazionale d'arte cinematografica di Venezia, ricevendo il Diploma speciale per i film a soggetto destinati ai ragazzi. Il Los Angeles Times lo definì "caloroso, divertente ed emozionante" e affermò che "i disegni sono davvero eccellenti". Tuttavia, nel 1978 esso fu incluso nel libro The Fifty Worst Films of All Time, ovvero la lista dei cinquanta peggiori film mai realizzati secondo il parere degli autori.